# Walzhaut

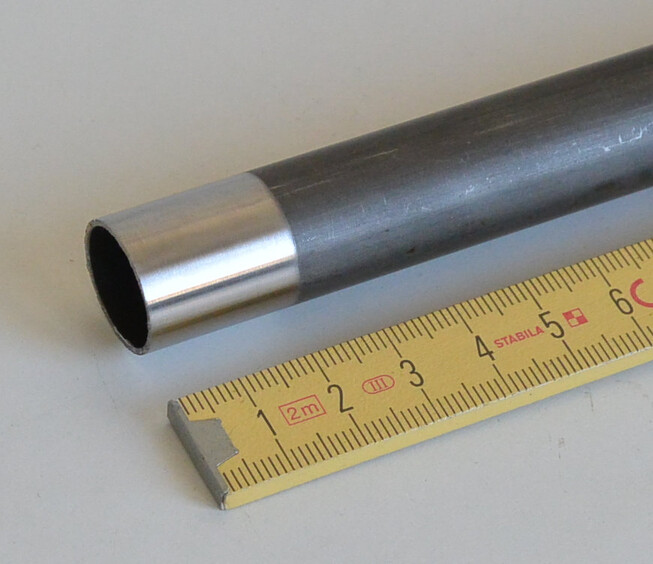
Stahlrohr mit Walzhaut, teilweise blankgeschliffen

Bei der Walzhaut handelt es sich um eine beim Warmwalzen von Eisen und Stahl entstehende, festhaftende blauschwarze Schicht aus verschiedenen Eisenoxiden, z. B. Hämatit und Magnetit.
Sie bietet einen guten Korrosionsschutz, erschwert allerdings wegen ihrer Härte die weitere Bearbeitung des Stahls. Die meist spröde Walzhaut lässt sich mechanisch durch Strahlen oder Schleifen entfernen, bei kleineren Teilen auch chemisch durch Beizen. Bei schwingend beanspruchten Bauteilen wird die Walzhaut in der Regel entfernt, da durch ihre grobe Oberflächenrauheit besonders in harten und damit spröden Werkstoffen Risse entstehen können und die Gestaltfestigkeit reduziert wird.